# Cololejeunea verrucosa
Cololejeunea verrucosa là một loài Rêu trong họ Lejeuneaceae. Loài này được (Jovet-Ast) Pocs mô tả khoa học đầu tiên năm 2009.